# Camp Topridge

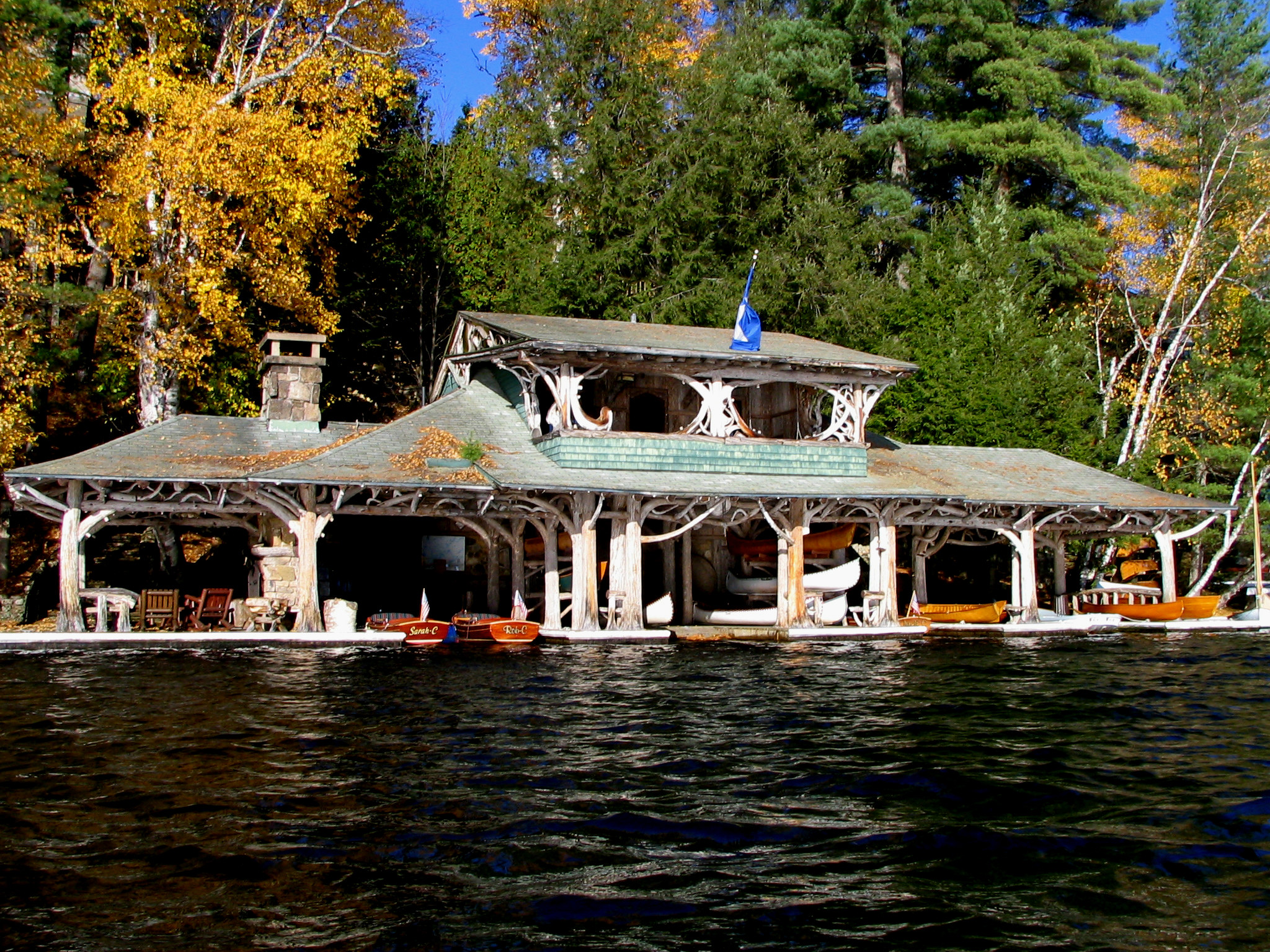
Botenhuis van Camp Topridge

Camp Topridge is een Great Camp in het Adirondackgebergte in het noorden van de Amerikaanse staat New York. In 1920 werd de locatie opgekocht door Marjorie Merriweather Post, oprichter van General Foods. Na een substantiële uitbreiding en renovatie in 1923, beschouwde zij het als een "rustiek rustoord". In totaal bestond het kamp uit 68 gebouwen, inclusief een hoofdlodge met personeel, gastverblijven met een eigen butler, etc. Daarmee was Camp Topridge een van de grootste Great Camps in de Adirondacks. Bovendien staat het kamp bekend als een van de meest verfijnde ontwerpen in de rustieke Adirondackstijl. Camp Topridge staat tegenwoordig genoteerd op het National Register of Historic Places.

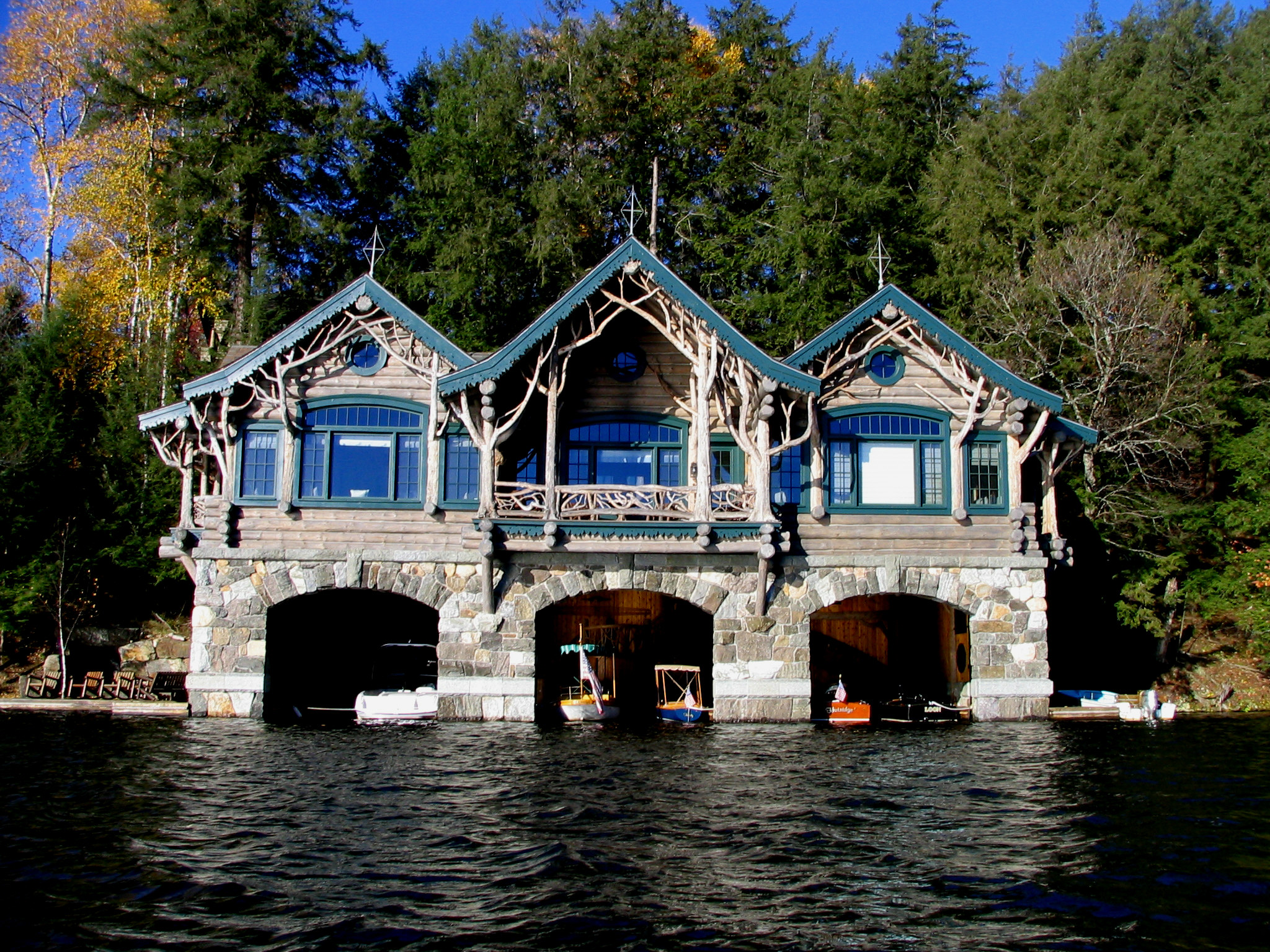
Een tweede botenhuis in Camp Topridge

Het kamp besloeg oorspronkelijk 0,8 km² en lag op een esker tussen de Spectacle Ponds en het Upper St. Regis Lake en lag zo'n 19 km ten noordwesten van Saranac Lake (New York).
Marjorie Post liet het landgoed uiteindelijk over aan de staat New York. De hoofdlodge, alsook veel andere gebouwen en 0,4 km², werden te koop aangeboden. De rest werd overgedragen aan het Adirondack Forest Preserve. De restanten van Camp Topridge zijn nu in het bezit van Harlan Crow, een Texaanse vastgoedmagnaat. Crow heeft enkele belangrijke renovaties uitgevoerd, maar heeft ook bijgebouwd.